# Ягодоїд жовтощокий
Ягодоїд жовтощокий (Oreocharis arfaki) — вид горобцеподібних птахів родини ягодоїдових (Paramythiidae).

## Поширення
Ендемік Нової Гвінеї. Ягодоїд жовтощокий мешкає у гірських дощових лісах Центрального хребта, а також на півночі острова.

## Опис
Птах завдовжки 12-14 см, вагою 16-21 г. Це дрібні і масивні птахи, з великою округлою головою, коротким конічним дзьобом, міцними ногами і квадратним хвостом. У самців голова та горло чорного забарвлення. Щоки, груди, черево жовті. рила і спина оливкові, а хвіст темно-зелений. У самиць відсутнє жовте забарвлення, а замість нього сірувато-рябе оперення.